# Glavica (Velika Kladuša)
Pour les articles homonymes, voir Glavica.
Glavica (en cyrillique : Главица) est un village de Bosnie-Herzégovine. Il est situé dans la municipalité de Velika Kladuša, dans le canton d'Una-Sana et dans la fédération de Bosnie-et-Herzégovine. Selon les premiers résultats du recensement bosnien de 2013, il compte 1 135 habitants.

## Géographie
Le village est situé au bord de la rivière Vidovska.

## Démographie

### Évolution historique de la population dans la localité
| 1948 | 1953 | 1961 | 1971 | 1981  | 1991  | 2013  |
| ---- | ---- | ---- | ---- | ----- | ----- | ----- |
| -    | -    | 702  | 890  | 1 039 | 1 266 | 1 135 |

|  |